# Accord de Soldin
Pour les articles homonymes, voir Soldin (homonymie).

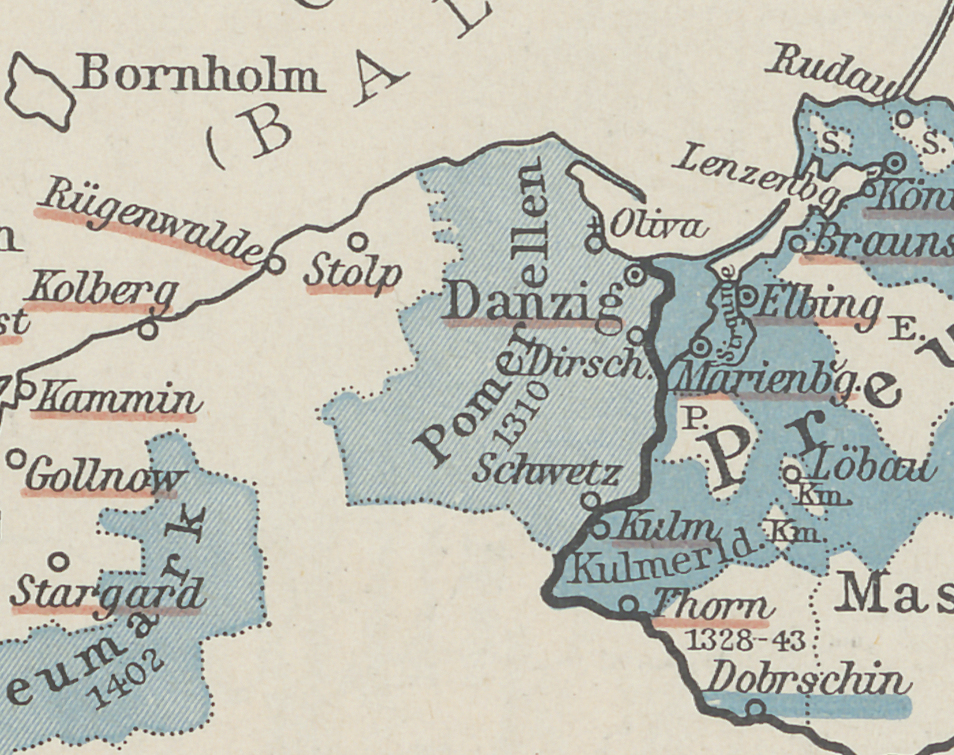
Possession des chevaliers teutoniques en Pomérélie et au bord de la Baltique en 1308

L’accord de Soldin (Vertrag von Soldin, en allemand), décidé entre le 6 et le 13 septembre 1309, est un accord passé à Soldin au Brandebourg entre le margrave Waldemar de Brandebourg et l’ordre Teutonique concernant la vente de possessions territoriales du premier au second.

## Historique
L’accord est signé à Soldin en Poméranie et concerne les terres du margrave de Brandebourg qu’il cède aux chevaliers teutoniques pour la somme de dix mille marks d’argent. Le maître de Prusse, Friedrich von Plötzke se fait donc céder Dantzig, Schwetz et Dirschaw, ainsi que leurs dépendances. Les chevaliers avec les terres acquises en Cujavie en mai 1309 obtiennent ainsi de larges bandes côtières et le port de Dantzig qui leur permet de commercer avec la Hanse.
Cette cession est négociée sous réserve que le pape et l’empereur du Saint-Empire romain germanique la ratifient. L’empereur Henri VII le fait en 1311, sous le magistère du grand maître Siegfried von Feuchtwangen à qui Karl von Trier succéda. D’autre part, l’empereur inféode la Pomérélie à l’Ordre. Les chevaliers vont donc se heurter au ressentiment des princes polonais qui n’acceptent pas d’être coupés de la mer Baltique. Ils finissent finalement par s’incliner par le traité de Kalisz en 1343, non reconnu par le pape.
Les chevaliers ont donc un large accès au commerce avec les autres villes portuaires allemandes et avec le Saint-Empire. Cette année-là, ils déménagent leur siège de Venise à Marienbourg.